# Archigram
Archigram là một nhóm các kiến trúc sư tiên phong trong thập niên 1960, đóng trụ sở tại London và cũng là tên của tờ báo mà nhóm xuất bản. Chữ Archigram xuất phát từ 2 chữ Architecture (kiến trúc) và Telegram (điện báo) Đây là một nhóm các kiến trúc sư theo chủ nghĩa tương lai, và ủng hộ tiêu thụ, với các bản vẽ được gợi cảm hứng từ kĩ thuật và văn hóa đại chúng (Pop-culture) với tham vọng tạo ra một hình ảnh về xã hội mới. Tuy nhiên các đồ án của họ chỉ dừng lại ở mức các đề xuất lý thuyết. Phong cách kiến trúc của nhóm chịu ảnh hưởng của Antonio Sant'Elia; Buckminster Fuller cũng là người có dấu ấn quan trọng cho nhóm.
Các thành viên trụ cột của nhóm gồm có Peter Cook, Warren Chalk, Ron Herron, Dennis Crompton, Michael Webb và David Greene.
Tuyên ngôn của nhóm được David Greene chấp bút năm 1961 có đoạn: 
- "Một thế hệ mới của kiến trúc phải khởi phát từ hình thức và không gian những yếu tố sẽ lật đổ những quy tắc giáo điều của chủ nghĩa Hiện đại, mặc dù vẫn lưu giữ những quy tắc đó. Chúng tôi đã chọn cách vượt qua những hình ảnh cũ nát của Bauhaus, một sự châm chọc của những người theo chủ nghĩa công năng. Bạn có thể dát mỏng thép, với bất kì chiều dài nào, bạn có thể thổi một quả bóng bay, với bất kì kích cỡ nào. Bạn có thể đúc tạo hình, bất kì hình dạng nào" và gọi đó là "thông điệp của sự giao tiếp trừu tượng"

Xuất bản lần đầu năm 1961 trên báo khổ to với loại giấy rẻ tiền nhất, kín đặc các vần thơ của Greene, các bản vẽ về các đồ án của Cook, Michael 'Spider' Webb và bạn bè, các thành viên của nhóm thể hiện sự thất vọng của mình trước sự bảo thủ về tri thức của kiến trúc Anh lúc bấy giờ. Đó là một thời điểm sôi động trong lịch sử thế kỉ 20 với sự phát triển của khoa học kỹ thuật cũng như khoa học xã hội. Từ việc nhà du hành vũ trụ Liên Xô là Yuri Gagarin là người đầu tiên bay vào vũ trụ cho đến việc Mỹ phóng thành công vệ tinh dự báo thời tiết ở mũi Canaveral: từ việc phát minh ra máy photocopy, việc sử dụng tia laze trong kỹ thuật đến phát minh ra thuốc tránh thai hoặc ám ảnh về một cuộc đại chiến thế giới lần 3 giữa hai ý thức hệ chủ nghĩa Cộng sản và chủ nghĩa Tư bản trong chiến tranh lạnh... một giai đoạn đầy sôi động của xã hội loài người. Tuy nhiên, nền kiến trúc Anh, với phong cách ngạo nghễ và lạnh lùng vốn dĩ, lại đứng ngoài cuộc chơi.

## Các mốc thời gian
- 1961 - Peter Cooke, David Greene và Michael Webb ra mắt tờ Archigram coi đó như một phương tiện "giao tiếp tức thời"
- 1962 - Họ mời các kiến trúc sư có chung ý tưởng tham dự số báo thứ 2, trong số đó có Warren Chalk, Dennis Crompton và Ron Herron, cả ba cùng làm việc ở Hội đồng thành phố London.
- 1963 - Nhóm được mời tham dự tổ chức triển lãm "Thành phố Sống" (Living City) ở Học viện nghệ thuật đương đại (Institute of Contemporary Arts) London
- 1964 - Đồ án "Thành phố Sống" được xuất bản trên số thứ ba của tạp chí Archigram, đồ án Thành phố Cài cắm (Plug-in-City) của Peter Cook trong số thứ 4, và đồ án Thành phố Đi bộ (Walking City) của Ron Herron trong số thứ 5.
- 1965 - Peter Cook phát triển phương án Đại học Cài-cắm (Plugin University) như một phần mở rộng của Thành phố Cài cắm. Đồng thời nhóm thí nghiệm phương án "Vỏ nhộng cho quá trình sống" của Ron Herron và "Nhà đệm" của Warren Chalk.
- 1966 - David Greene thiết kế "Bầu sống" (the Living Pod) cho Vỏ nhộng và phương án "Nền tảng nhà bếp di cộng" (the Cushicle mobile environment) của Michael Webb.
- 1967 - Tờ Tin tức hàng ngày (The Daily Telegraph) mời Archigram tham dự cuộc thi "Nhà ở cho những năm 1990" sẽ được trưng bày ở Harrods. Đồ án bao gồm tường, sàn và trần di động, và các đồ gia dụng như bàn ghế giường bơm hơi. Michael Webb thiết kế bộ đồ án "Nhà có thể mặc"(the Suitaloon wearable 'house').
- 1968 - Đồ án "Thành phố trong Khoảnh khắc" (The Instant City) được quỹ Gaham, thành phố Chicago tài trợ, phát triển thành ý tưởng khí cầu "thành phố Du lịch" (travelling city airship) cho các nguồn giáo dục và giải trí của một đô thị lớn.
- 1969 - Archigram chiến thắng trong cuộc thi thiết kế trung tâm giải trí ở Monte-Carlo và mở một xưởng thực hành.
- 1972 - Dennis Crompton và Ron Herron thiết kế bể bơi cho ca sĩ Rod Stewart và một sân chơi cho trẻ em ở Milton Keynes.
- 1973 - Crompton and Herron thiết kế triển lãm "Malaysia trong khoảnh khắc" ở Học viện Cộng đồng thịnh vượng chung (Commonwealth Institute), London.
- 1974 - Văn phòng Archigram đóng cửa

## Các đồ án điển hình
- Thành phố Sống (Living City)
- Đồ án Thành phố Cài cắm (Plug-in-City)

Đây là một đồ án siêu cấu trúc không bao gồm một công trình nào cả mà đó là một hệ khung để chèn các căn hộ hoặc các bộ phận được tiêu chuẩn hóa. Hệ giao thông hoàn toàn được xử lý bằng các thang máy nối giữa các nút. Đây được xem như một bộ máy mà con người là các "nguyên liệu thô" được xử lý.
- Đồ án Thành phố Đi bộ (Walking-City)